# Pollon
Pollon (ポロン?, Poron) è la protagonista del manga omonimo giapponese (intitolato in originale Orinposu no Poron) e dell'anime C'era una volta... Pollon di Hideo Azuma.

## Biografia
Pollon è una semi-dea di circa 6-7 anni con riccioli biondi, vispa, intelligente e curiosa. È l'unica figlia del dio Apollo, che ha messo al mondo con una mortale che l'ha poi lasciato per un tassista, e vuole a tutti i costi diventare una dea a tutti gli effetti. In qualità di figlia di un dio, abita sull'Olimpo e vive storie ispirate a quelle della mitologia greca. Suo compagno di avventure e giochi è Eros, il dio dell'amore (ironicamente racchio considerando la professione e la madre).
Sia nel manga che nell'anime, le sue disavventure relative ai tentativi di diventare dea la vedono co-protagonista di miti pre-esistenti (che crescono di numero nella serie animata) con una certa vena comica e un po' moderna sia nei personaggi che negli eventi, che hanno perlopiù anche un finale meno tetro che nei miti. Tuttavia, entrambi i media culminano in punti diversi. Nel manga, Pollon è alfine sottoposta a una serie di prove che suo nonno Zeus e gli altri dei le preparano, ma l'ultima sfida (battere Zeus in duello) viene truccata da Apollo, che si sostituisce alla figlia per il timore che ella possa essere ferita dai fulmini. Non appena Zeus lo scopre, lo licenzia (a tempo indeterminato) dal suo ruolo di dio del Sole e nomina Pollon come sostituta.
Nell'anime, a metà della serie Pollon entra in possesso di un fermaglio che la mette in contatto con la "Dea delle Dee", la quale le conferisce dei poteri magici che userà per aiutare gli altri protagonisti dei miti. Scoperto ciò, Zeus le fa dono di un salvadanaio a forma di trono che cresce ad ogni moneta: quando il trono sarà abbastanza grande da permetterle di sedercisi, Pollon sarà nominata dea. Come ultima prova, Zeus le chiede di sbarazzarsi dell'Idra di Lerna, ma, sebbene Pollon riesca a distruggere il corpo del mostro, le sue teste continuano a seminare zizzania per la Grecia ed è indirizzata dalla Dea delle Dee verso il Vaso di Pandora, dentro il quale dovrà trovare qualcosa che le faciliti la sconfitta dell'Idra, finendo però in questo modo per liberare dei demoni. Sul fondo del vaso trova tuttavia la speranza, che scopre essere la Dea delle Dee in persona, e con il suo potere sbaraglia l'Idra e i mostri del vaso, diventando così la nuova dea della speranza.